# Мухаммед Наджи аль-Отари
Мухаммед Наджи аль-Отари (араб. محمد ناجي عطري‎; род. 1944, Алеппо) — сирийский государственный деятель, премьер-министр Сирии с 10 сентября 2003 по 29 марта 2011 года.

## Ранняя жизнь и образование
Родился в 1944 году в Алеппо, Отари изучал архитектуру и получил диплом по городскому планированию в Нидерландах. Он свободно владеет французским, английским и испанским языками. С марта 2000 — член ЦК Баас. В 1967 году окончил механический университет Алеппо. В 1972 году Амстердамский архитектурный университет.

## Карьера
Вступил в Баас в 1966 году. С 1983 по 1987 год возглавлял городской совет Алеппо. С марта 2000 — член ЦК Баас. В марте 2003 года был назначен спикером Народного совета (парламент Сирии), а в сентябре того же года возглавил правительство.

### Премьер-министр Сирии (2003—2011)
Впервые он был назначен премьер-министром 10 сентября 2003 года. Говорят, что его выдвижение сочетает в себе как «технократические и баасистские тенденции» в сирийской политике. 29 марта 2011 года весь кабинет министров подал в отставку в знак протеста против режима. 3 апреля 2011 года президент Асад назначил Аделя Сафара преемником Отари.